# Zduńska Wola
Zduńska Wola est une ville de Pologne située au centre du pays, dans la voïvodie de Łódź.

## Jumelages
- Zarasai (Lituanie)
- Pietrasanta (Italie)
- Valmiera (Lettonie)
- Lőrinci (Hongrie)